# Ernest Saunders
Ernest Walter Saunders (geb. Ernest Walter Schleyer) (* 2. Oktober 1935, Österreich) ist ein ehemaliger britischer Manager, auch bekannt als einer der Guinness Four, da er Anfang der 1990er Jahre eine maßgebliche Rolle in dem Skandal um Manipulationen von Aktien des Unternehmens Guinness spielte.

## Privatleben
Saunders jüdische  Eltern emigrierten 1938 nach Großbritannien, um der Naziherrschaft zu entkommen. Ernest besuchte das Emmanuel College in Cambridge und heiratete 1963 Carole Ann Stephing, mit der er zwei Söhne und eine Tochter hat.

## Karriere
Saunders begann seine Karriere bei Beecham, Great Universal Stores und Nestlé, bevor er 1981 Vorstandsvorsitzender bei Guinness plc wurde, ein Amt, das er bis 1986 innehatte. Im Unternehmen war er für seine Kostensparmaßnahmen bekannt, was ihm den Spitznamen Deadly Ernest verschaffte. Guinness plc gehört heute zum Diageo-Konzern.
Unter seiner Führung startete Guinness plc 1986 einen schließlich erfolgreichen Übernahmeversuch des in Edinburgh ansässigen Unternehmens Distillers Company plc. Dies führte zu einem Kursanstieg der Guinness-Aktien. Nachfolgend wurde Saunders gemeinsam mit Jack Lyons, Anthony Parnes und Gerald Ronson) der Verschwörung gegen contravene section 13(1)(a)(i) des Prevention of Fraud (Investments) Act 1958, falscher Buchführung und Diebstahl in Verbindung mit unredlichem Benehmen bei einer share support operation angeklagt und am 27. August 1990 verurteilt.
Trotz der Ablehnung einer Reihe von Revisionsverfahren im Dezember 2002 kam der Europäische Gerichtshof für Menschenrechte zu dem Schluss, dass den Angeklagten ein fairer Prozess verweigert worden war, da diese gezwungen wurden, selbstbelastende Informationen zu liefern, die dann als Beweise gegen sie verwendet wurden.